# بين هاتشينسون
بين هاتشينسون (بالإنجليزية: Ben Hutchinson)‏ هو لاعب كرة قدم بريطاني في مركز الهجوم، ولد في 27 نوفمبر 1987 في نوتنغهام في المملكة المتحدة. لعب مع سويندون تاون ونادي دندي ونادي سلتيك ونادي كيلمارنوك ونادي لينكولن سيتي ونادي مانسفيلد تاون ونادي ميدلزبره.

## وصلات خارجية
- بين هاتشينسون على موقع قاعدة بيانات كرة القدم.إي يو (الإنجليزية)
- بين هاتشينسون على موقع Soccerbase.com (لاعب) (الإنجليزية)
- بين هاتشينسون على موقع عالم كرة القدم.نت (الإنجليزية)